# Circuncisão de Jesus

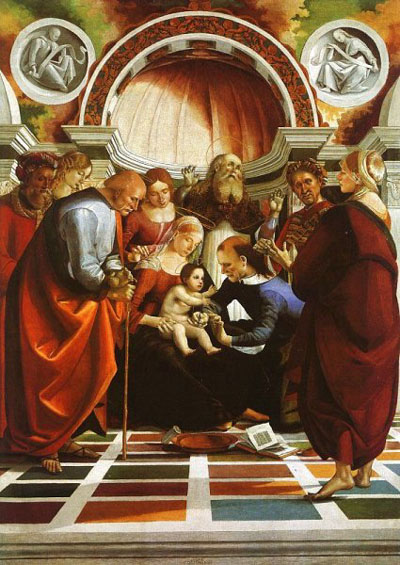
Circuncisão de Jesus.
Por Luca Signorelli, atualmente na National Gallery, em Londres.

A circuncisão de Jesus é um evento da vida de Jesus de Nazaré de acordo com o Evangelho de Lucas, que afirma em Lucas 2:21 que Jesus foi circuncidado oito dias após o seu nascimento (tradicionalmente em 1 de janeiro). O costume está de acordo com a Halachá, a lei judaica que afirma que os meninos devem ser circuncidados oito dias depois do seu nascimento numa cerimônia chamada de Brit milá, na qual ele também ganhará seu nome. A circuncisão de Cristo se tornou um tema muito comum na arte cristã a partir do século X, um dos diversos eventos na vida de Cristo a ser frequentemente representado pelos artistas. Inicialmente, o tema aparecia apenas como uma cena num ciclo mais amplo, mas já na Renascença ele já era tratado como um assunto individualmente importante ou como tema central de um retábulo.
O evento é celebrado na Festa da Circuncisão da Igreja Ortodoxa em 1 de janeiro, qualquer que seja o calendário utilizado, e é também celebrada no mesmo dia por muitos anglicanos. Na Igreja Católica, é celebrado na Festa do Santo Nome de Jesus, em anos recentes no dia 3 de janeiro, como opcional, embora durante muito tempo tenha sido celebrada em 1 de janeiro, como ainda fazem as igrejas católicas que seguem o calendário tradicional. Existem diversas relíquias que alegam ser o prepúcio sagrado, o prepúcio de Jesus.

## Relatos históricos
O segundo capítulo do Evangelho de Lucas relata a circuncisão de Jesus:
| “ | Completados os oito dias para ser circuncidado o menino, deram-lhe o nome de Jesus, como fora chamado pelo anjo antes de ser concebido no ventre de sua mãe. | ” |
|   | — Lucas 2:21. |   |

Porém, este relato é extremamente curto, particularmente quando comparado com a descrição muito mais completa dada por Paulo sobre a sua própria circuncisão no terceiro capítulo de sua Epístola aos Filipenses. Este fato levou teólogos como Friedrich Schleiermacher e David Strauss a especular que o autor do Evangelho de Lucas pode ter assumido que a circuncisão seria um fato histórico ou pode estar relatando-o através das lembranças de um terceiro.
Além do relato canônico no Evangelho de Lucas, o apócrifo Evangelho Árabe da Infância contém uma referência à sobrevivência do prepúcio cortado de Jesus. O segundo capítulo relata a seguinte história: "E quando chegou a hora de sua circuncisão, ou seja, o oitavo dia, no qual a Lei comanda que a criança seja circuncidada, eles o circuncidaram numa caverna. E a idosa hebreia tomou o prepúcio (outros dizem que ela tomou o cordão umbilical) e o preservou numa caixa de alabastro com óleo antigo de nardo. E ela teve um filho que era um boticário, a quem ela disse 'Tome cuidado de não venderes esta caixa de alabastro com unguento de nardo, ainda que te ofereçam trezentos pences por ela. Pois eis que esta é a caixa de alabastro que Maria, a pecadora, adquiriu e com a qual ela ungiu a cabeça e os pés de nosso Senhor Jesus Cristo, e depois limpou com os cabelos de sua cabeça'".

## Representações na arte

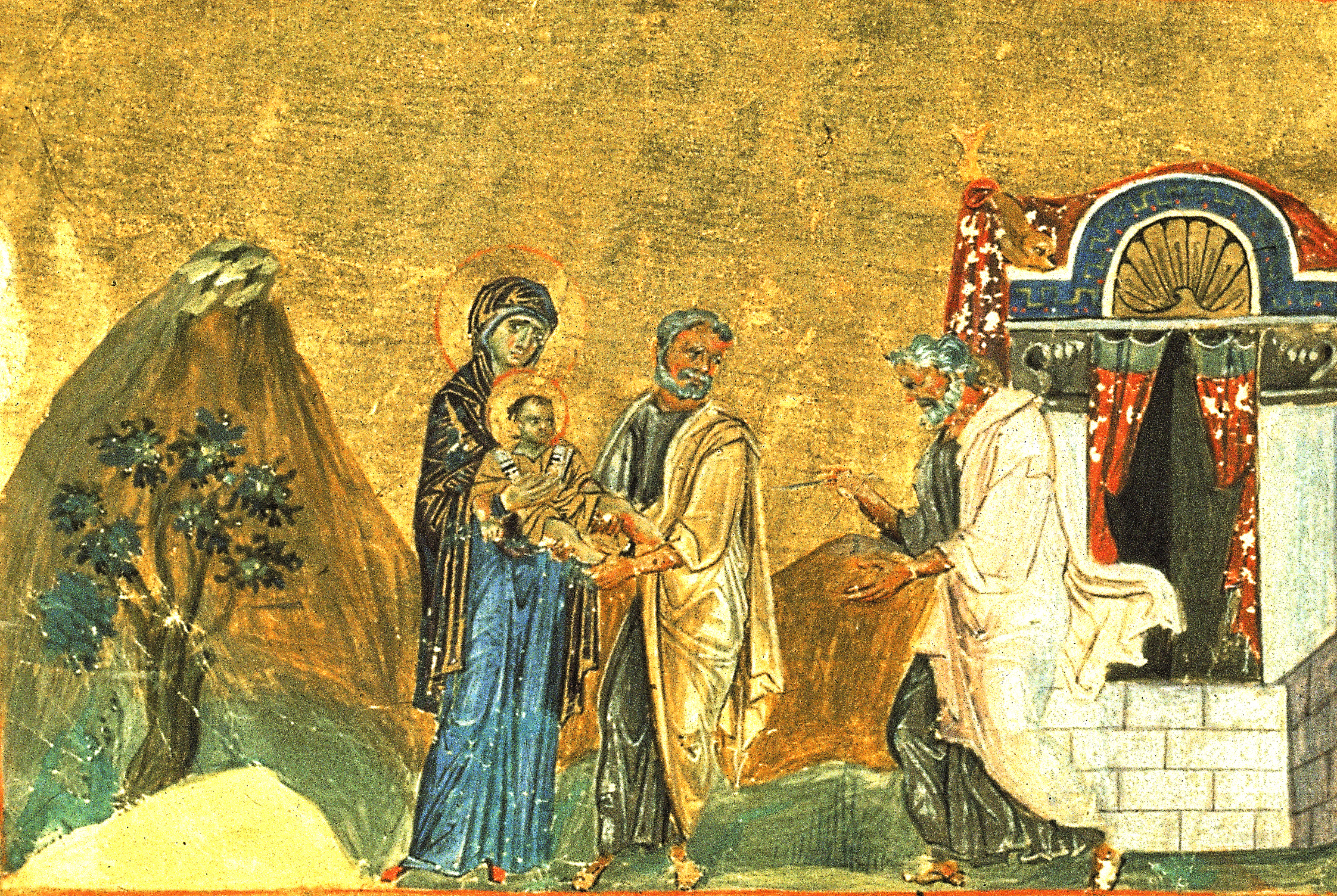
A representação mais antiga conhecida da Circuncisão de Jesus.
miniatura no "Menológio de Basílio II", atualmente na Biblioteca Vaticana.

A controvérsia da circuncisão foi resolvida no século I, de modo que os cristãos não-judeus não eram obrigados a se circuncidarem. Paulo, o maior defensor deste ponto de vista, desencoraja a circuncisão como uma qualificação para a conversão ao cristianismo. Ela logo se tornou rara na maior parte do mundo cristão, com exceção da Igreja Copta do Egito, onde a circuncisão era uma tradição que datava dos tempos pré-cristãos, e para os judeo-cristãos. Talvez por isso, o assunto "Circuncisão de Cristo" era extremamente raro na arte cristã do primeiro milênio e parece não haver nenhum exemplo sobrevivente até muito próximo do fim do período, embora as fontes literárias transpareçam que ele era de fato por vezes representado.
Uma das primeiras representações a sobreviver é uma miniatura num importante manuscrito bizantino de 979 - 984, o "Menológio de Basílio II", atualmente na Biblioteca Vaticana. Ele contém uma cena que mostra Maria e José segurando o menino Jesus do lado de fora de um edifício, provavelmente o Templo de Jerusalém, enquanto um sacerdote vem em direção deles com uma pequena faca nas mãos. Isto é típico das primeiras representações, que evitavam mostrar a operação em si. No tempo de Jesus, a prática real judaica era a de realizar a operação em casa, usualmente pelas mãos do pai da criança e José aparece usando a faca em uma placa esmaltada do Altar de Klosterneuburg (1181), por Nicolas Verdun, onde a cena aparece ao lado de outras cenas muito raras (na arte cristã) sobre a circuncisão de Isaque e Sansão. Assim como a maior parte das representações posteriores, estas são mostradas como ocorrendo num grande edifício, provavelmente o Templo, ainda que de fato a cerimônia jamais tenha sido realizada ali. Peregrinos medievais à Terra Santa eram informados que Jesus havia sido circuncidado em uma igreja em Belém.

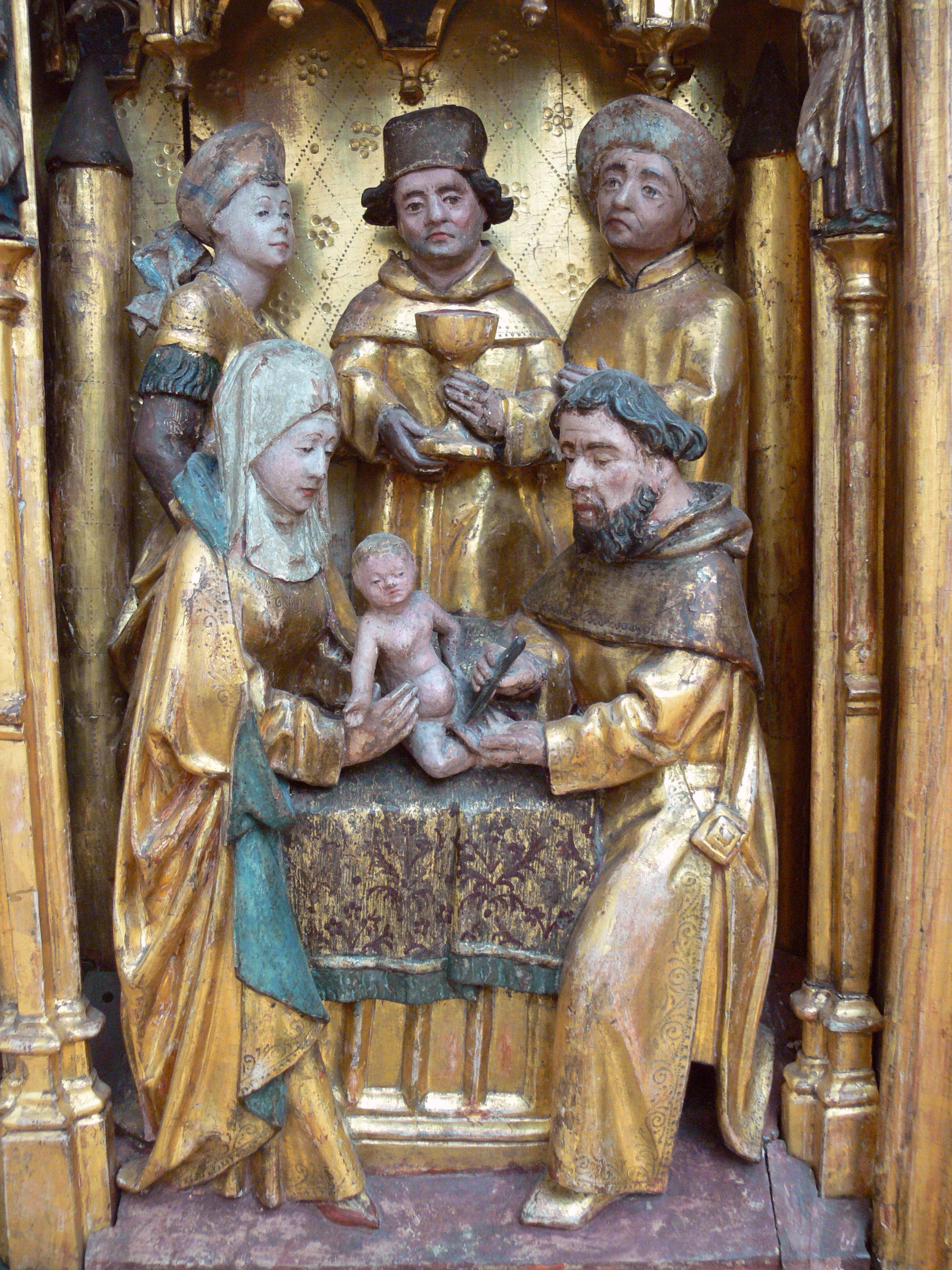
Circuncisão de Jesus.
Detalhe de um retábulo de 1480, da região do Brabante.

O tema se tornou gradualmente mais comum na arte eclesiástica ocidental e, ao mesmo tempo, rareou na arte ortodoxa. Vários temas na exegese teológica do evento influenciaram o tratamento dado na arte. Como a primeira vez que o sangue de Cristo teria sido vertido, a circuncisão era vista como uma precursora, ou mesmo a primeira cena, da Paixão de Cristo, e era também uma das Sete Dores de Maria. Outras interpretações se desenvolveram tendo-a como cerimônia onde o nome é dado à criança equivalente ao batismo, um aspecto que eventualmente se tornaria mais proeminente no pensamento católico. Tanto nesta interpretação e em termos de encontrar um lugar para a cena no ciclo pictórico, considerações sobre a circuncisão a colocam numa espécie de "competição por espaço" com o já muito mais estabelecido tema da Apresentação de Jesus no Templo. Eventualmente, os dois temas seriam combinados em algumas pinturas.
Uma influente obra de Leo Steinberg, The Sexuality of Christ in Renaissance Art and in Modern Oblivion (1983, 2ª edição 1996), explora a representação explícita do pênis de Cristo na arte, que ele argumenta ter se tornado um novo foco de atenção na arte medieval tardia, inicialmente coberto apenas por um véu transparente no início do século XIV e, já na segunda metade do mesmo século, completamente descoberto e geralmente é o objeto da atenção ou do olhar das outras figuras na cena. Esta ênfase é, entre outras coisas, uma demonstração da humanidade de Cristo quando ele aparece em representações da Madona e a criança e outras cenas da infância de Cristo e também um precursor da Paixão no contexto da circuncisão.
Tendo tomado emprestado o grande cenário arquitetural do Templo da "Apresentação", cenas posteriores podem mostrar o sumo-sacerdote sozinho segurando o bebê, conforme ele ou um mohel realizam a operação, como no retábulo de São Wolfgang (na cidade austríaca de Sankt Wolfgang im Salzkammergut), de Michael Pacher (1481). Isto refletia o que tinha se tornado, e permanece sendo, a prática padrão judaica, onde a cerimônia é realizada na sinagoga e o bebê é segurado pelo rabino sentado enquanto o mohel realiza a operação. Este arranjo pode ser visto numa miniatura do Pentateuco alemão em hebreu de circa 1300, mostrando a Circuncisão de Isaac.. Ela afirma conhecer, além desta, uma única outra representação judaica deste tema. Outras representações mostram o bebê sendo segurado por Maria, José ou ambos. Muitas mostram outro bebê ao fundo, presumivelmente o próximo na fila.
Outras representações da Alta Idade Média ou do Renascimento sobre a circuncisão geralmente mostram alguma antipatia em relação ao judaísmo. Caricaturas mostram o procedimento como sendo grotescamente cruel e o mohel como uma figura ameaçadora. O discurso inflamado de Martinho Lutero em 1543, Sobre os Judeus e Suas Mentiras, devota muitas páginas ao tema. Algumas representações alemãs do final da Idade Média mostram a "Circuncisão de Cristo" de forma similar, com o bebê fora dos braços dos pais e com os oficiantes judeus mostrados como figuras estereotipadas. Em pelo menos uma miniatura num manuscrito, mulheres aparecem realizando o ritual, o que foi interpretado como sendo uma imagem misoginista, com a circuncisão aparecendo como uma forma de emasculação.

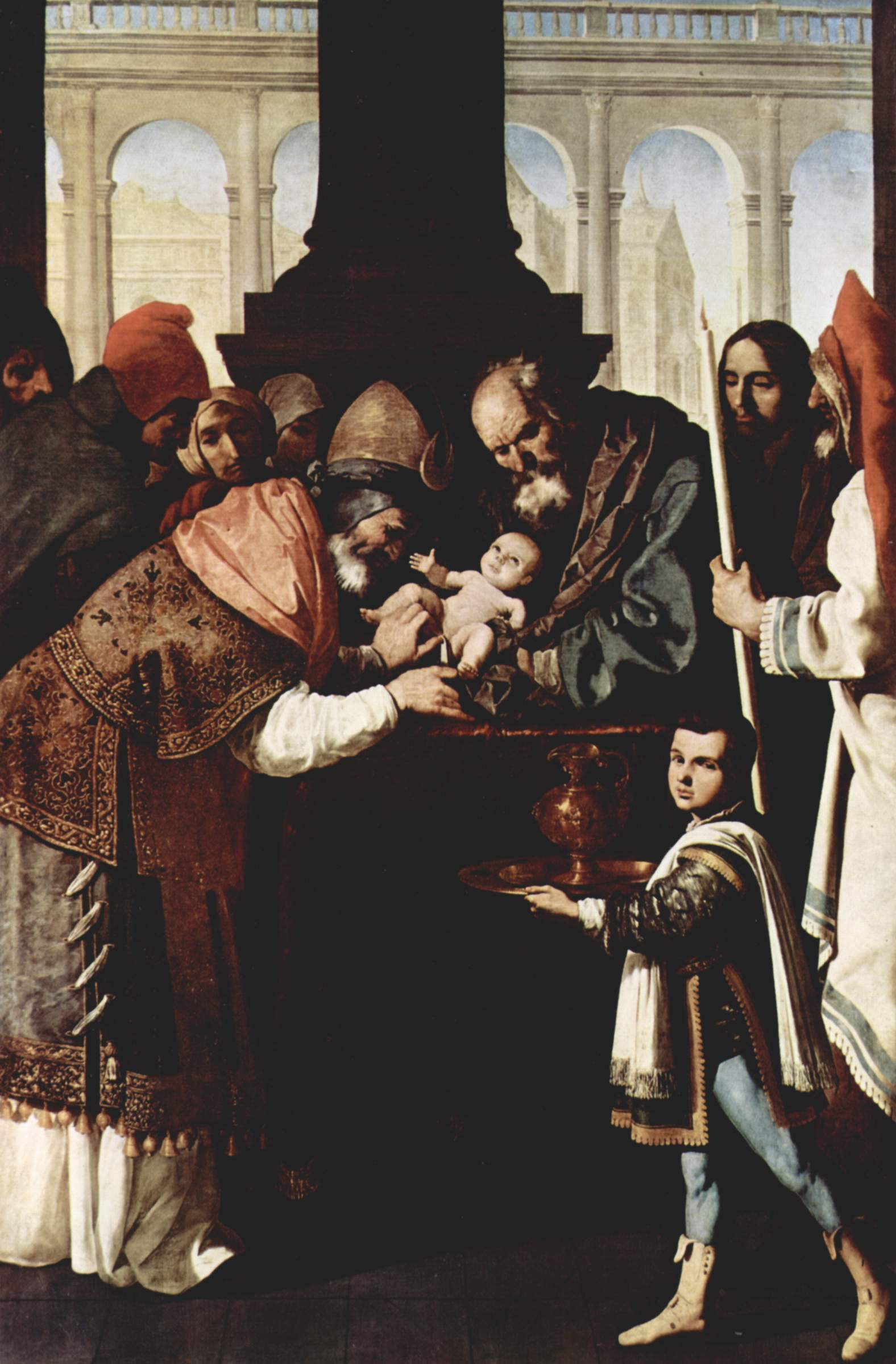
Circuncisão de Jesus.
Por Francisco de Zurbarán, atualmente no Musée des Beaux-Arts, em Grenoble.

Por volta do século XV, a cena se tornou proeminente em grandes peças de altar em forma de polípticos, com muitas cenas da Europa Setentrional, e começou a aparecer como uma cena no painel central em alguns casos, geralmente quando encomendadas por confrarias dedicadas ao Santo Nome de Jesus, que podiam ser encontradas em muitas cidades. Estes geralmente incluíam também o retrato dos membros doadores. A devoção ao Santo Nome era uma característica marcante da pregação teatral e extremamente popular de Bernardino de Siena, que adotou o monograma IHS de Cristo como seu emblema pessoal, o mesmo utilizado pelos jesuítas. O tema também aparece muitas vezes nas pinturas, na forma de um rolo nas mãos de um anjo, onde se lê Vocatum est nomen eius Jesum..
Uma composição menor, num formato horizontal, se originou com o pintor veneziano Giovanni Bellini por volta de 1500 e era muito popular, com pelo menos trinta e quatro cópias ou versões tendo sido produzidas nas décadas seguintes. A mais próxima da versão original está na National Gallery, em Londres, ainda que esteja atribuída ao estúdio do autor. Elas parecem ter sido encomendadas para decorações domésticas, provavelmente como oferendas em prol do nascimento saudável de um primogênito, porém a razão real da popularidade ainda permaneça incerta. Elas se basearam em outras representações mostrando Simeão, o profeta da Apresentação, considerado então como sendo o Sumo sacerdote do Templo, realizando a operação em Jesus, que está sendo segurado por Maria. Em outras representações ele é uma figura de fundo, algumas vezes erguendo suas mãos e olhando para o céu, como na de Signorelli. Um retábulo de 1550, por outro pintor veneziano, Marco Marziale (National Gallery), é uma combinação completa dos temas da Circuncisão e da Apresentação, com o texto da profecia de Simeão -  a Nunc dimittis - mostrada como se fosse um mosaico no domo do cenário do templo. Há uma série de obras comparáveis, algumas encomendadas em circunstâncias onde está claro que a iconografia teria que passar por um estrito escrutínio, portanto a combinação era evidente capaz de receber a aprovação teológica, embora algumas reclamações em relação a elas existam.
A cena também foi geralmente incluída na arte protestante, onde havia cenas narrativas. Ela aparece em pias batismais por causa da conexão feita pelos teólogos com o batismo. Uma pintura (1661, National Gallery of Art, Washington) e um rascunho (1654) por Rembrandt são ambos pouco usuais ao mostrar a cerimônia ocorrendo num estábulo. Neste período, as grandes representações eram mais raras na arte católica, principalmente por que a interpretação dos decretos da sessão final do Concílio de Trento em 1563 desencoraja a nudez na arte religiosa, mesmo a do menino Jesus, o que tornou a cena difícil de ser mostrada. Mesmo antes disso, as representações do século XVI, como as de Bellini, Dürer e Signorelli tendiam a esconder discretamente o pênis de Jesus, em contraste com as composições mais antigas, onde esta evidência de sua humanidade era claramente mostrada.
Poemas sobre o assunto incluem Upon the Circumcision ("Sobre a Circuncisão"), de John Milton, e Our Lord in His Circumcision to His Father ("Nosso Senhor e Sua Circuncisão para Seu Pai"), de seu contemporâneo Richard Crashaw, onde ambos demonstram o simbolismo tradicional sobre o tema.

## Crenças teológicas e celebrações

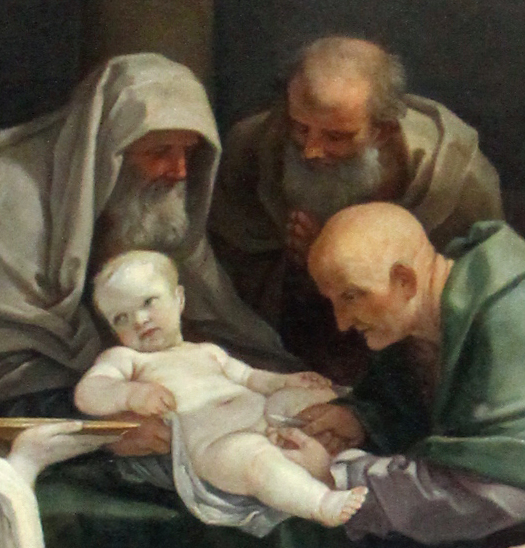
Circuncisão de Jesus.
Detalhe da obra de Guido Reni, atualmente em Siena.

A circuncisão de Jesus foi tradicionalmente apontada como a primeira vez que o "sangue de Cristo" foi derramado, e, portanto, seria o início do processo de redenção da humanidade. A circuncisão também significaria que Cristo era humano, e obediente à lei bíblica. Teólogos da Idade Média e da Renascença apontariam essa ocorrência, enxergando o sofrimento de Jesus durante a circuncisão como um prenúncio da Paixão. Estes temas foram ampliados, inclusive, por teólogos protestantes como Jeremy Taylor, que, num tratado em 1657, argumentou que a circuncisão de Jesus provava sua natureza humana ao mesmo tempo que ele cumpria a Lei Mosaica. Taylor também afirma que se Jesus fosse incircunciso, os judeus seriam muito menos receptivos à sua mensagem.
A "Festa da Circuncisão do Nosso Senhor" é uma celebração cristã da circuncisão, oito dias depois da data de Seu nascimento, na mesma ocasião em que à criança era formalmente dado um nome. O primeiro registro desta festa foi no Concílio de Tours (567 d.C.), ainda que ela já estivesse claramente estabelecida nesta data.
Atualmente, ela desapareceu do calendário romano, tendo sido substituída no dia 1 de janeiro pela Solenidade de Maria, Mãe de Deus, mas ainda é celebrada pelos vétero-católicos e por alguns católicos tradicionalistas. Ela foi, por muitos séculos, combinada no dia 1 de janeiro com a Festa do Santo Nome de Jesus, antes que as duas fossem separadas.

## Relíquias
Em mais de uma oportunidade durante a Idade Média, Igrejas europeias afirmaram - muitas vezes ao mesmo tempo - possuir uma relíquia: o prepúcio de Cristo, que aparentemente possuía poderes milagrosos. A mais conhecida desses relíquias estaria na Basílica de São João de Latrão, em Roma, cuja autenticidade teria sido confirmada por uma visão da Santa Brígida da Suécia, e que, durante o Saque de Roma em 1527, teria sido roubada, mas pouco depois recuperada.
A maioria dos alegados "Prepúcios Sagrados" foi destruída durante a Reforma Protestante ou durante a Revolução Francesa.
Alguns filósofos defendem que, ao subir aos céus, todo as partes do corpo de Jesus, incluindo aqueles que não mais faziam parte dele, haviam ascendido também. Nesse sentido, Leão Alácio apontaria que o prepúcio sagrado havia se tornado os anéis de Saturno.

## Galeria

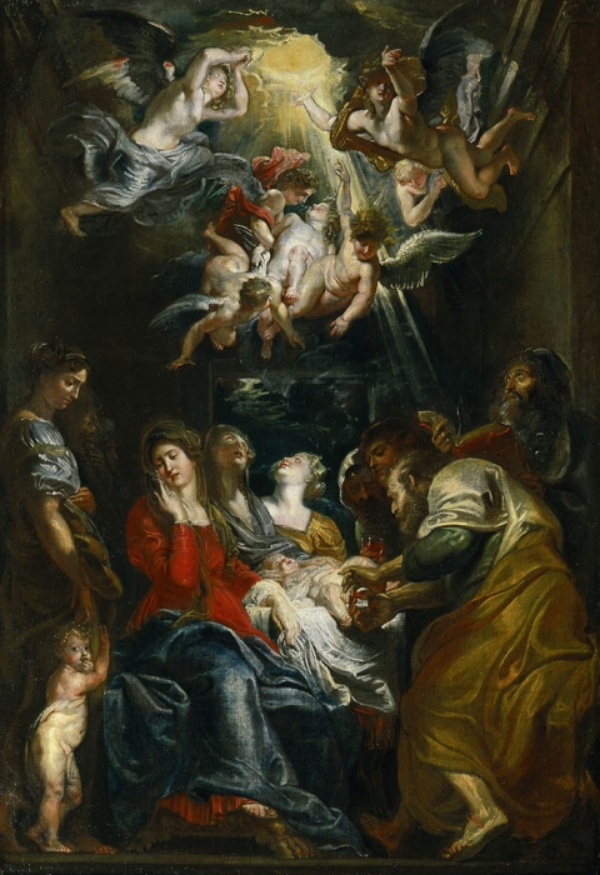
Circuncisão de Jesus. Por Rubens, atualmente na Akademie der Bildenden Künste de Viena.
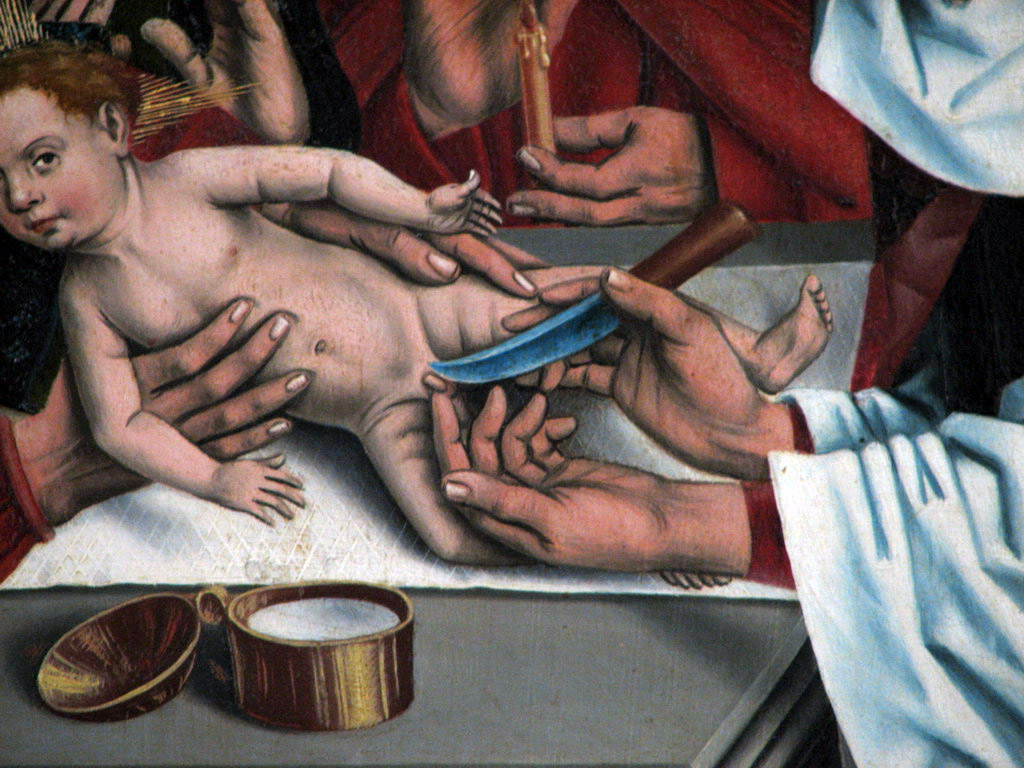
Circuncisão de Jesus. Detalhe do "Altar dos Doze Apóstolos" de Friedrich Herlin (1466).
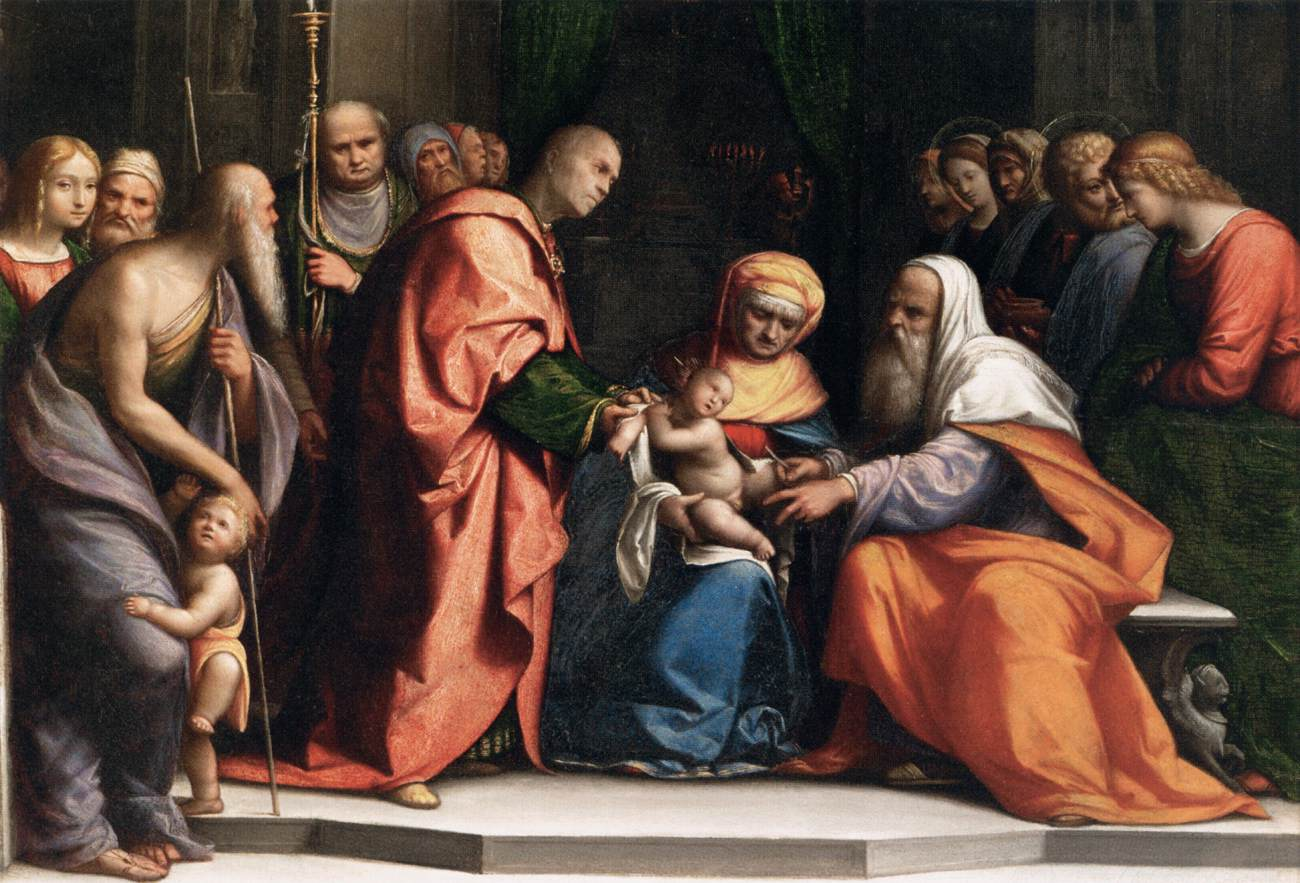
Circuncisão de Jesus. Por Garofalo, atualmente no Museu do Louvre, em Paris.